# Palacio de Justicia del Condado de Saline (Nebraska)
El Palacio de Justicia del Condado de Saline (en inglés, Saline County Courthouse) es un edificio de gobiernbo ubicado en Wilber, Nebraska (Estados Unidos). Es el palacio de justicia del condado de Saline y es el segundo palacio de justicia del condado construido en Wilber (el primero se construyó en 1878). Fue construido en 1927, con piedra caliza de Bedford. Fue diseñado por el arquitecto Marcus L. Evans en el estilo neoclásico, con "acroteras, columnas dóricas estriadas y triglifos". Ha sido incluido en el Registro Nacional de Lugares Históricos desde el 5 de julio de 1990.

## Galería

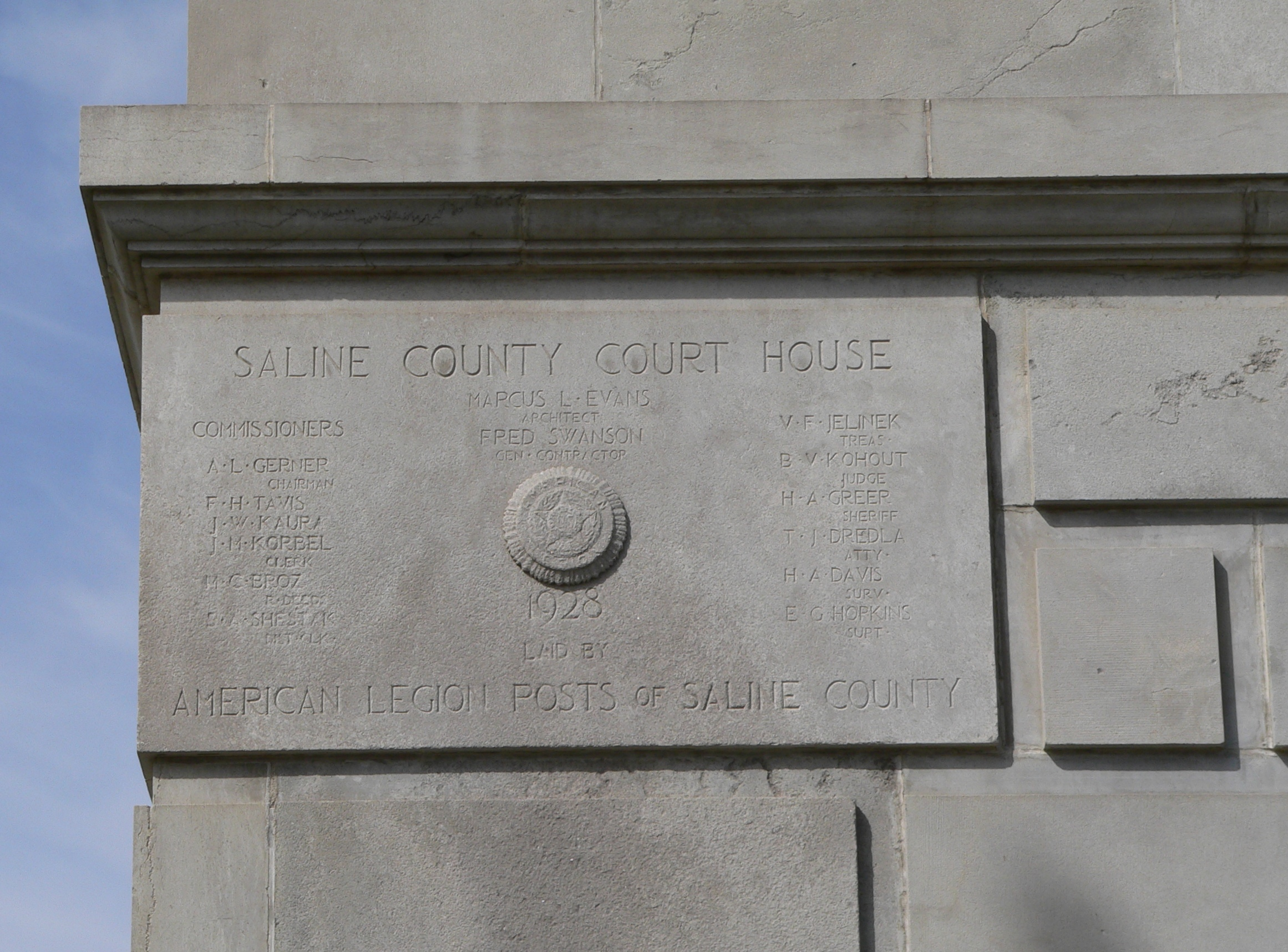
Piedra angular
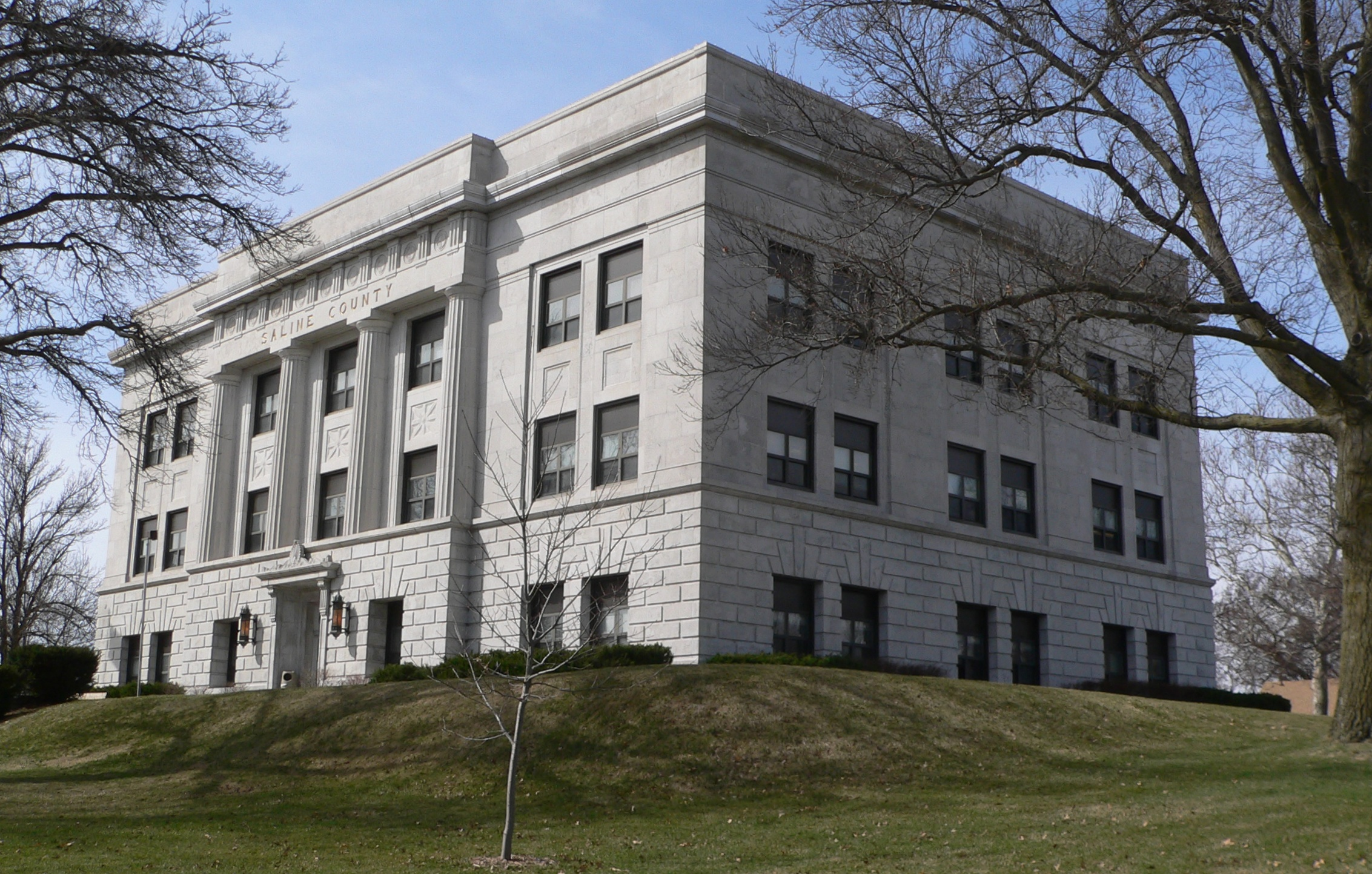
Costado nororiental
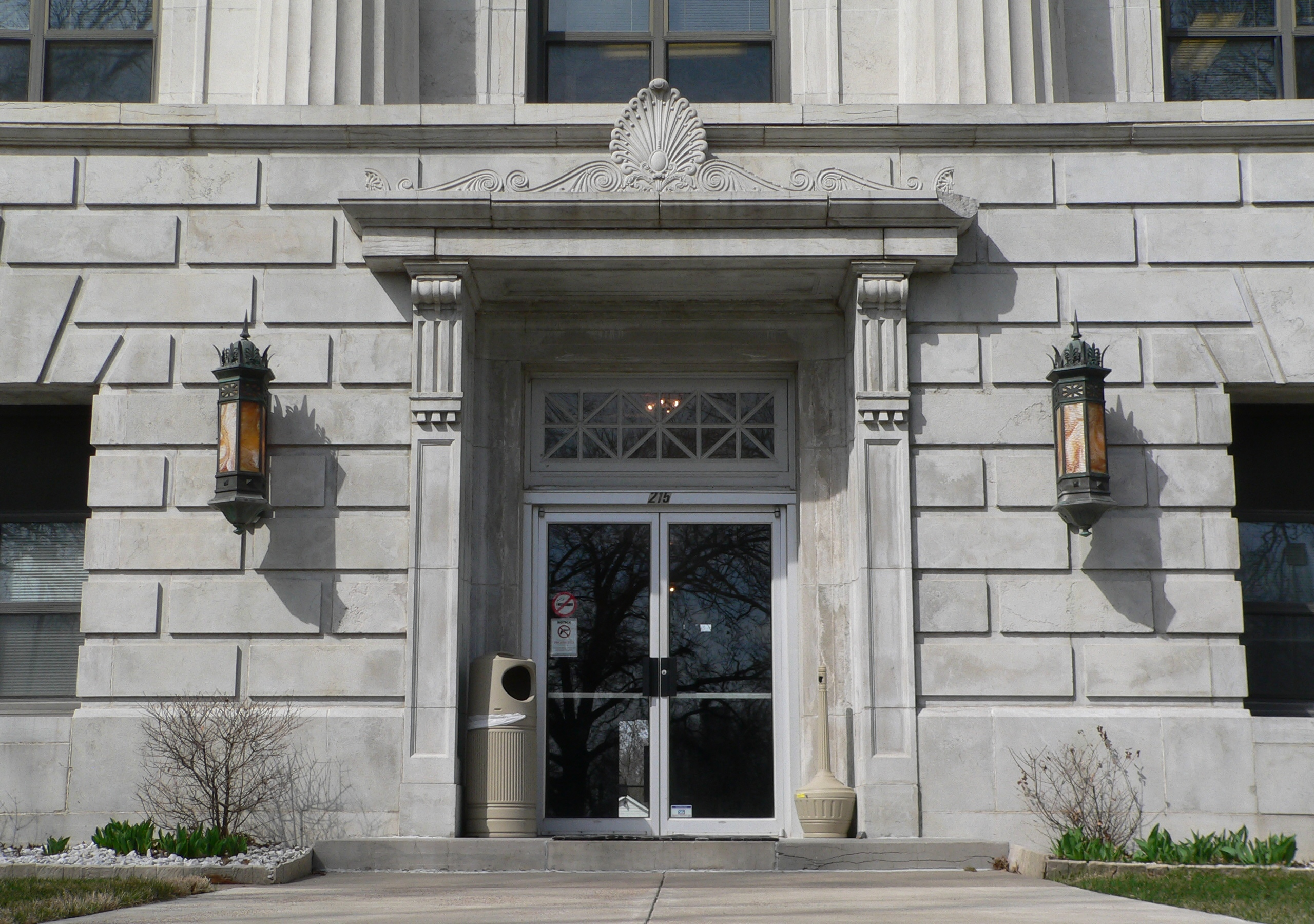
Entrada Este
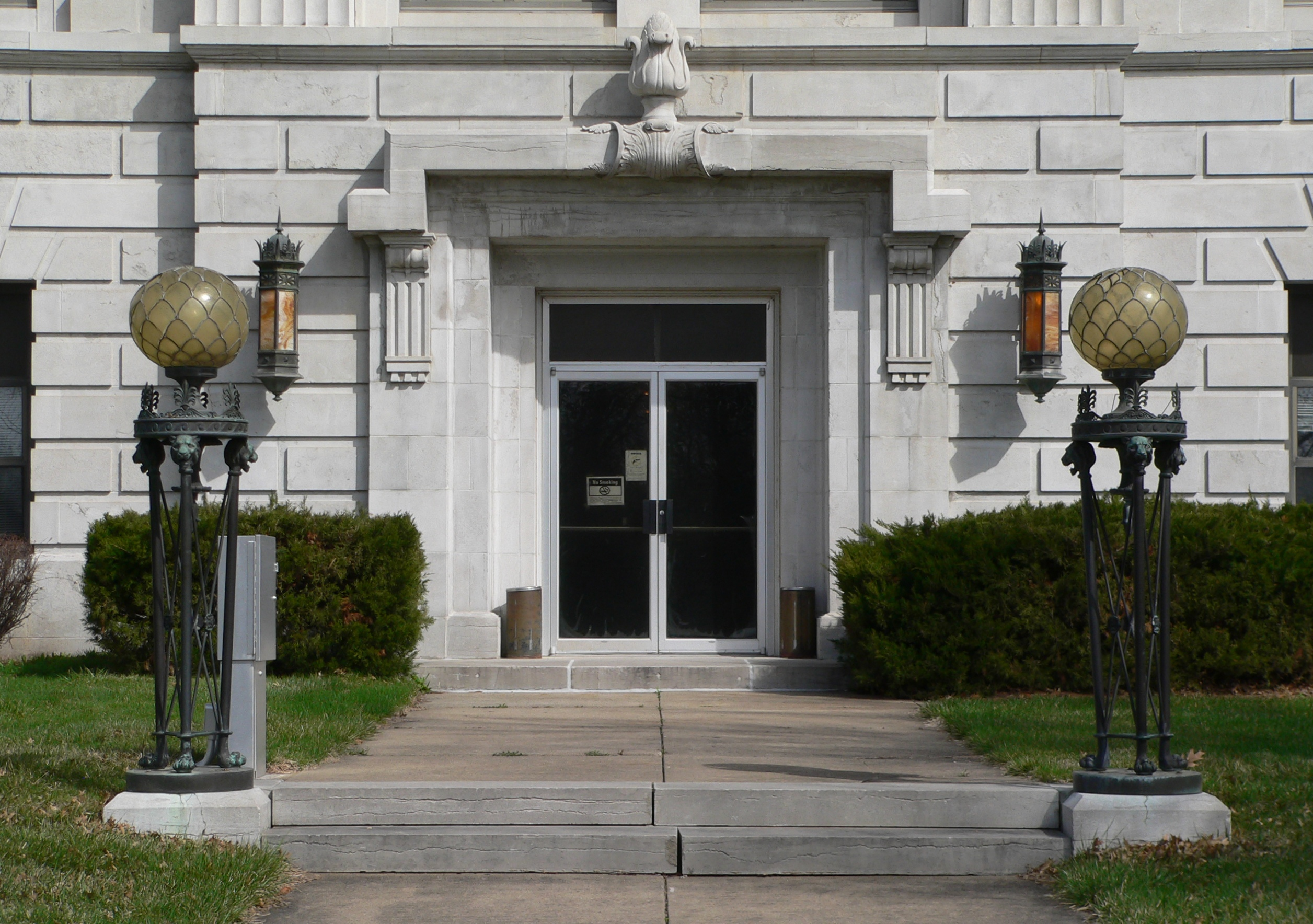
Entrada Sur